# ألان ريد (فنان)
ألان ريد (بالإنجليزية: Alan Reid)‏ هو فنان أمريكي، ولد في 1976.